# Hylesia tinturex
Hylesia tinturex är en fjärilsart som beskrevs av William Schaus 1921. Hylesia tinturex ingår i släktet Hylesia och familjen påfågelsspinnare. Inga underarter finns listade i Catalogue of Life.